# Bullet (film)
Bullet is een Amerikaanse misdaadfilm uit 1996 onder regie van Julien Temple. 

## Verhaal
Butch "Bullet" Stein wordt vrijgelaten uit de gevangenis na het uitzitten van een acht jaar lange gevangenisstraf voor medeplichtigheid aan een overval. Na zijn vrijlating keert hij terug naar Brooklyn om te leven met zijn disfunctionele familie. Bullet kan zijn leven helemaal opnieuw beginnen, maar de draad van misdaden en drugs wordt meteen weer opgepakt.   

## Rolverdeling
| Acteur          | Personage            |
| --------------- | -------------------- |
| Mickey Rourke   | Butch 'Bullet' Stein |
| Tupac Shakur    | Tank                 |
| Adrien Brody    | Ruby Stein           |
| John Enos III   | Lester               |
| Ted Levine      | Louis Stein          |
| Manny Perez     | Flaco                |
| Jerry Grayson   | Sol Stein            |
| Suzanne Shepard | Cookie Stein         |
| Donnie Wahlberg | Big Balls            |